# شاهر سعد
شاهر عبد الكريم فايز سعد (وُلد في 28 يونيو 1959 في نابلس) سياسي ونقابي فلسطيني وأحد أعضاء حركة فتح والمجلس المركزي الفلسطيني. يشغل منذ عام 1997 منصب أمين عام الاتحاد العام لنقابات عمال فلسطين.